# Heinrich Vogl
Heinrich Vogl (Múnic, Baviera, 15 de gener de 1845 - 21 d'abril, 1900) fou un tenor alemany.
El 1860 freqüentà l'Escola Normal de Fresigna; el 1862 fou auxiliar de l'escola primària d'Ebersberg, i el 1865 a Lorenzenberg. Per aquest últim any, la seva veu cridà l'atenció de Franz Lachuer i de l'empresari Jenke, els quals l'instruïren en el cant i l'escena, i el novembre de 1865 debutà amb el rol de Max a Der Freischütz, amb un brillant èxit, treballant des de llavors ininterrompudament en els teatres de Múnic.
Vogl arribà a posseir un repertori de més de 100 papers; fou un dels millors intèrprets de Richard Wagner i durant molt de temps l'únic Tristany. També va compondre una òpera titulada Der Fremdling que va aparèixer el 1899 escrita per a piano.
Vogl estava casat amb Therese Thoma, (Tutzing, 21 d'abril de 1845 - Múnic, 29 de setembre de 1921), la qual s'educà en el Conservatori de Múnic amb els professors Hauser i Herger. Va estar contractada en el Hoftheater de Karlsruhe el 1864 i en el de Múnic el 1865. El 1868 va contraure matrimoni amb Vogl i seria des de llavors (Therese Vogl). Com el seu marit, ella també fou una de les millors interpretes de les òperes de Wagner.